# Hứa Thế Hanh
Hứa Thế Hanh (許世亨, ?-1789) là tướng nhà Thanh trong lịch sử Trung Quốc, đã tham chiến và tử trận tại Việt Nam cuối thế kỷ 18.

## Sự nghiệp
Hứa Thế Hanh là một người dân tộc Hồi ở Tân Đô (Thành Đô, Tứ Xuyên), từng thi đỗ cử nhân võ, và giành nhiều công trạng trong chiến đấu ở Tây Tạng và Đài Loan. Năm 1776, ông được triều đình phong làm Tổng binh trấn Đằng Việt, tỉnh Vân Nam. Năm 1784, ông làm Tổng binh trấn Uy Ninh, tỉnh Quý Châu. Trong chiến tranh tại Đài Loan năm 1787, Hứa Thế Hanh có công đánh và bắt được thủ lĩnh lực lượng nổi dậy chống triều đình tại đây là Lâm Sảng Văn, bắt và giết một số chỉ huy khác của quân nổi dậy. Sau chiến công tại đây, Hứa Thế Hanh được triều đình nhà Thanh phong danh hiệu Kiên Dũng Ba Đồ Lỗ, được vẽ tranh treo tại Tử Quang Các. Năm 1788, ông được phong làm Đề đốc Chiết Giang rồi Đề đốc Quảng Tây.
Năm 1789, Hứa Thế Hanh theo Tôn Sĩ Nghị xâm lược Việt Nam, giao chiến với quân Tây Sơn do vua Quang Trung chỉ huy. Thấy quân Tây Sơn sớm bỏ chạy còn Tôn Sĩ Nghị thì đắc thắng, Hứa Thế Hanh đã khuyên cấp trên cẩn thận kẻo mắc mưu địch song không được nghe lời. Khi quân Tây Sơn phản công, Tôn Sĩ Nghị bỏ chạy; Hứa Thế Hanh và một số chỉ huy khác liều chết phản kích quân Tây Sơn ở bờ Nam sông Hồng để chủ tướng và đại quân có điều kiện thoát thân. Tại đây, ông đã bị quân Tây Sơn giết chết.
Vua Càn Long nhà Thanh sau đó truy phong Hứa Thế Hanh là Tam đẳng Tráng Liệt Bá, đưa vào thờ trong Chiêu Trung Từ.

## Trong văn hoá đại chúng
| Năm  | Tác Phẩm             | Diễn Viên        |
| 2010 | 《Tây Sơn hào kiệt》 | Nguyễn Văn Giang |